# (12075) Legg
(12075) Legg (1998 FX69) – planetoida z pasa głównego asteroid okrążająca Słońce w ciągu 3,86 lat w średniej odległości 2,46 j.a. Odkryta 20 marca 1998 roku.